# NGC 1407
NGC 1407 је елиптична галаксија у сазвежђу Еридан која се налази на NGC листи објеката дубоког неба.
Деклинација објекта је - 18° 34' 49" а ректасцензија 3h 40m 11,8s. Привидна величина (магнитуда) објекта NGC 1407 износи 9,7 а фотографска магнитуда 10,7. Налази се на удаљености од 24,386 милиона парсека од Сунца. NGC 1407 је још познат и под ознакама ESO 548-67, MCG -3-10-30, PGC 13505.